# Dacoderus steineri
Dacoderus steineri is een keversoort uit de familie platsnuitkevers (Salpingidae). De wetenschappelijke naam van de soort werd in 2005 gepubliceerd door Aalbu, Andrews & Pollock.